# اموال منقول
اموال منقول (به فرانسوی: Biens meubles) در اصطلاح حقوقی به اموال و اشیائی گفته می‌شود که نقل آنها از محلی به محل دیگر امکان‌پذیر است بدون اینکه به خود مال و محل آن آسیبی وارد شود. مانند اتومبیل نقدینگی و…

## تعریف مال
اموال بر دو قسم است: منقول و غیرمنقول
مال، از ریشه «میل» و به معنی خواستن است و از این جهت به آن مال می‌گویند که مورد خواست و علاقه واقع می‌شود؛ از منظر حقوقی نیز، مال، به چیزی گفته می‌شود که مفید بوده و قابل تملک و اختصاص یافتن به شخص یا ملت معین باشد؛بنابراین دریای آزاد یا کرات آسمانی که قابل تملک نیستند مال محسوب نشده و از آنها به عنوان «میراث مشترک بشریت» یاد می‌شود

## انواع اموال منقول
اموال منقول بر دو قسم است:

##### 1) اموالی که ذاتا منقولند:
طبق ماده 19 قانون مدنی: «اشیائی که نقل آن از محلی به محل دیگر ممکن باشد بدون اینکه به خود یا محل آن خرابی وارد آید مَنقول است.».
اقسام اموال منقول ذاتی شامل مصالح بنائی از قبیل سنگ و آجر و غیره، کشتی‌های کوچک و بزرگ، قایق‌ها، آسیاها و …

##### 2) اموالی که در حکم اموال منقول می‌باشند:
منظور از اموال منقول حکمی (اموال در حکم منقول) اموالی هستند که جنبه مادی ندارند (مانند ثمن مبیع یا قرض) ولی منقول ذاتی اموال مادی و ملموس هستند (مانند کشتی یا قایق).
طبق ماده 20 قانون مدنی: «کلیه دیون از قبیل قرض و ثمن مبیع و مال‌الاجاره عِین مستاجره از حیث صلاحیت محاکم در حکم منقول است ولو اینکه مبیع یا عین‌ مستاجره از اموال غیرمنقوله باشد.».

## کاربرد تقسیم اموال
- تعیین دادگاه صالح[۶]
- نحوه توقیف و بازداشت[۷]
- محدودیت خارجیان در تملک اموال غیرمنقول[۸]
- لزوم تنظیم سند رسمی در انتقال برخی اموال غیرمنقول[۹]
- غیرتجاری بود معاملات اموال غیرمنقول[۱۰]
- اختصاص ارتفاق[۱۱] و شفعه[۱۲] به اموال غیرمنقول
- نحوه ارث بری زوجه[۱۳]
- لزوم اجازه دادستان در فروش یا رهن گذاشتن مال غیرمنقول از سوی قیم[۱۴]
- نحوه محاسبه هزینه دادرسی[۱۵][۱۶]

### تعریف مال منقول در قانون
در قانون مدنی اموال منقول بدین صورت تعریف شده‌است:
«اشیائی که نقل آن از محلی به محل دیگر ممکن باشد بدون اینکه به خود یا محل آن خرابی وارد آید منقول است.»

## مصادیق اموال منقول
طبق قانون مدنی ماده ۲۱:
انواع کشتی‌های کوچک و بزرگ و قایقها و آسیاها و حمام‌هایی که روی رودخانه و دریا ساخته می‌شود و می‌توان آنها را حرکت داد و کلیه کارخانه‌هایی که نظر به طرز ساختمان جزو بنای عمارتی نباشد داخل در منقولات است ولی توقیف بعضی از اشیاء مزبوره ممکن است نظر به اهمیت آنها موافق ترتیبات خاصه به آید.
ماده ۲۲ قانون مدنی:
مصالح بنّایی از قبیل سنگ و آجر و غیره که برای بنایی تهیه شده یا به واسطه خرابی از بنا جدا شده باشد مادامی که در بنا به کار نرفته داخل منقول است.